# هكتر ألماندوز
هكتر ألفريدو كويو ألماندوز (بالإسبانية: Héctor Alfredo Coyo Almandoz)‏ (ولد في 17 يناير 1969 في مورون) وهو لاعب كرة قدم أرجنتيني سابق لعب لعد أندية من مختلف البلدان.

## وصلات خارجية
- هكتر ألماندوز على موقع الاتحاد الأوربي (الإنجليزية)
- هكتر ألماندوز على موقع قاعدة بيانات كرة القدم.إي يو (الإنجليزية)
- هكتر ألماندوز على موقع Soccerway.com (الإنجليزية)

- (بالعبرية) Profile and short biography of Hector Almandoz on Maccabi Haifa's official website
- (بالإسبانية) Career statistics of Hector Almandoz on Base de datos del futbol Argentino
- (بالإسبانية) Argentina Primera statistics